# 细叶鸦葱
细叶鸦葱（学名：Scorzonera pusilla）是菊科鸦葱属的植物。分布在哈萨克斯坦、俄罗斯、伊朗、乌兹别克斯坦、欧洲以及中国大陆的新疆等地，生长于海拔540米至3,370米的地区，见于石质山坡、荒地、平坦沙地、盐碱地、山前平原、荒漠砾石地、半固定沙丘、路边和沙质冲积平原，目前尚未由人工引种栽培。